# Miristinska kiselina
Miristinska kiselina (tetradekanoinska kiselina) je široko zastupljena zasićena masna kiselina sa molekulskom formulom . Miristat je so ili estar miristinske kiseline.
Miristinska kiselina je dobila ime po oraščiću Myristica fragrans. Puter oraščića sadrži 75% trimiristina, triglicerida miristinske kiseline. Osim oraščića, miristinska kiselina je takođe prisutna u ulju palmine koštice, kokosovom ulju, mlečnim masnoćama i u manjoj meri u mnogim drugim životinjskim masnoćama. Ona je takođe sastojak spermacetina, kristalne frakcije ulja ulješura.
Ester izopropil miristat se koristi u kozmetici i topičkim medicinskim preparatima gde je dobra apsorpcija kroz kožu poželjna.
Redukcija miristinske kiseline proizvodi miristil aldehid i miristil alkohol.